# NGC 1886
NGC 1886 ist eine Spiralgalaxie vom Hubble-Typ Sbc im Sternbild Lepus am Südsternhimmel, die schätzungsweise 71 Millionen Lichtjahre von der Milchstraße entfernt ist.
Sie wurde im Jahr 1886 durch Frank Muller mit einem Reflektor mit 18,7″ Apertur entdeckt und später von Dreyer im New General Catalogue verzeichnet.